# Sesam, öppna dig

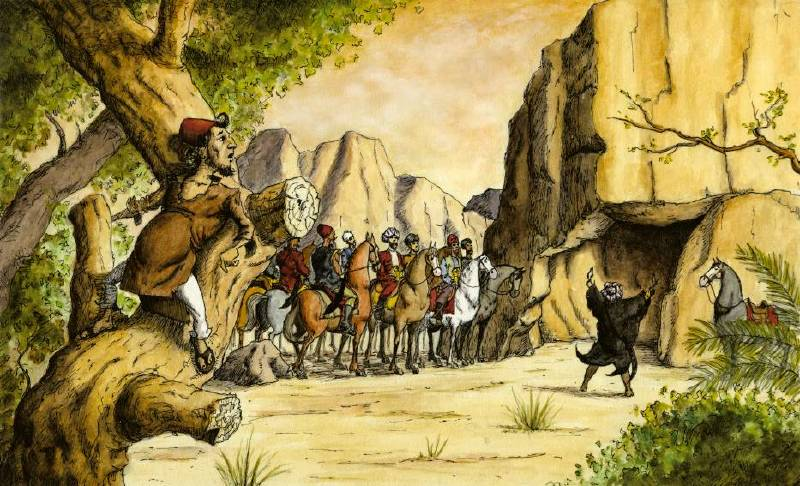
Ali Baba hör en av rövarna säga "Sesam, öppna dig".

"Sesam, öppna dig" (franska: Sésame, ouvre-toi; arabiska: افتح يا سمسم) är en trollformel i berättelsen om "Ali Baba och de fyrtio rövarna" i Antoine Gallands version av Tusen och en natt. Formeln öppnar grottan där de fyrtio rövarna gömmer sina skatter. Frasen refererar med största sannolikhet till hur växten sesam öppnar sig när den är mogen att släppa sina frön. I överförd bemärkelse har frasen kommit att betyda något som oväntat löser sig.

## Ursprung
Frasen förekom första gången i Antoine Gallands Les Mille et une nuits (1704–1717) som Sésame, ouvre-toi. I berättelsen uppsnappar Ali Baba hur en av rövarna säger "Sesam, öppna dig". Hans bror kommer senare inte ihåg trollformeln, utan blandar ihop den med andra sädesslag och blir därmed fånge inne i den magiska grottan.
Sesamfrön växer i frökapslar som spricker när de är mogna, och frasen alluderar förmodligen till hur frukten öppnar sig och släpper ifrån sig sina rikedomar, även om det inte är helt säkerställt att "sesam" här refererar till växten.
Andra teorier omfattar:
- Sesam är en fördubbling av hebreiskans šem "namn", vilket alltså refererar till Gud eller den kabbalistiska ordet det talmudiska šem-šamáįm ("shem-shamayim"), som betyder "himlens namn".[5]
- Sesam är kopplat till babylonisk magi där man använder sesamolja.[6]

## Klassificering
Sesam, öppna dig har klassificerats av folklivsforskaren Stith Thompson som motivelement D1552.2, "Berg som öppnas med trollformel", i sin bok Motif-Index of Folk-Literature.